# 메시에 30

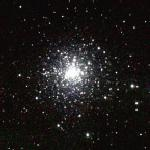
M30

메시에 30(Messier 30, M30, NGC 7099)는 염소자리에 있는 구상 성단이다. 지구에서 26,000광년 떨어져 있으며, 시직경은 12분이다., 겉보기 등급은 +7.7등급 이고, 우리를 향해 184.3km/s의 속도로 다가오고 있다.
1764년 샤를 메시에가 메시에 천체 목록에 넣었으나, 별이 없는 둥근 성운으로 기술하였으며, 1784년 무렵에야 비로소 윌리엄 허셜이 별을 분해해서 관측하기 시작했다. 약 12개의 변광성이 발견되었으며, 전체적인 분광형은 F3이다.

## 같이 보기
- 메시에 천체 목록